# 布萊德嶺
63°25′S 57°5′W / 63.417°S 57.083°W
布萊德嶺（瑞典語：Blade Ridge）是南極洲的山嶺，位於葛拉漢地的特里尼蒂半島，由3座山峰組成，最高點海拔高度575米，由奧托·努登舍爾德率領的瑞典探險隊發現，現時由南極條約體系管理。